# Evangelische Brüdergemeinde Korntal
Die Evangelische Brüdergemeinde Korntal ist eine selbständige christliche Gemeinde, die als Körperschaft des öffentlichen Rechts in Kooperation mit der Evangelischen Landeskirche in Württemberg seit 1819 in Korntal bei Stuttgart besteht. Zur Gemeinde gehören mehrere diakonische Einrichtungen sowie Wirtschaftsbetriebe.

## Geschichte

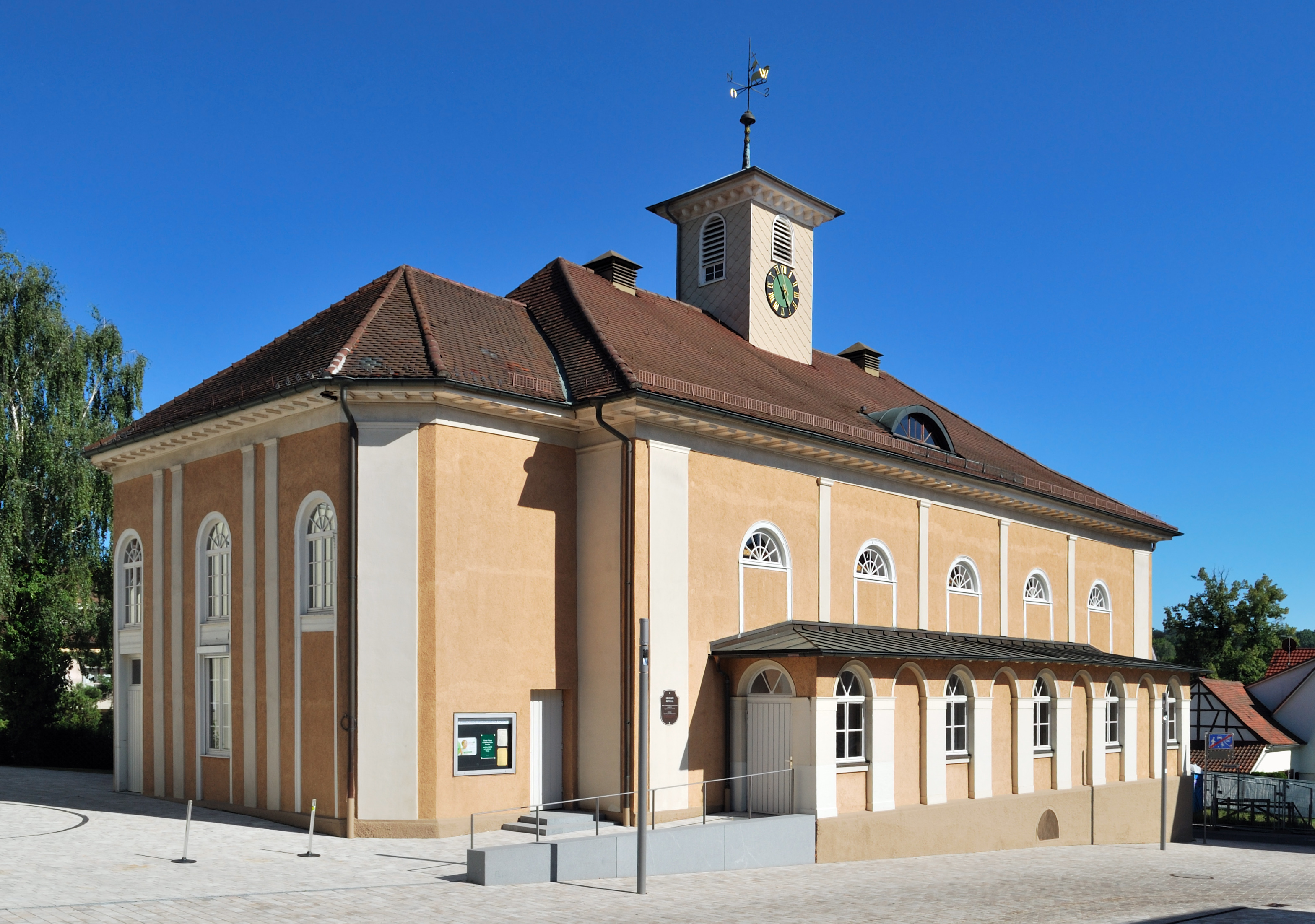
Großer Betsaal, Gotteshaus der Brüdergemeinde

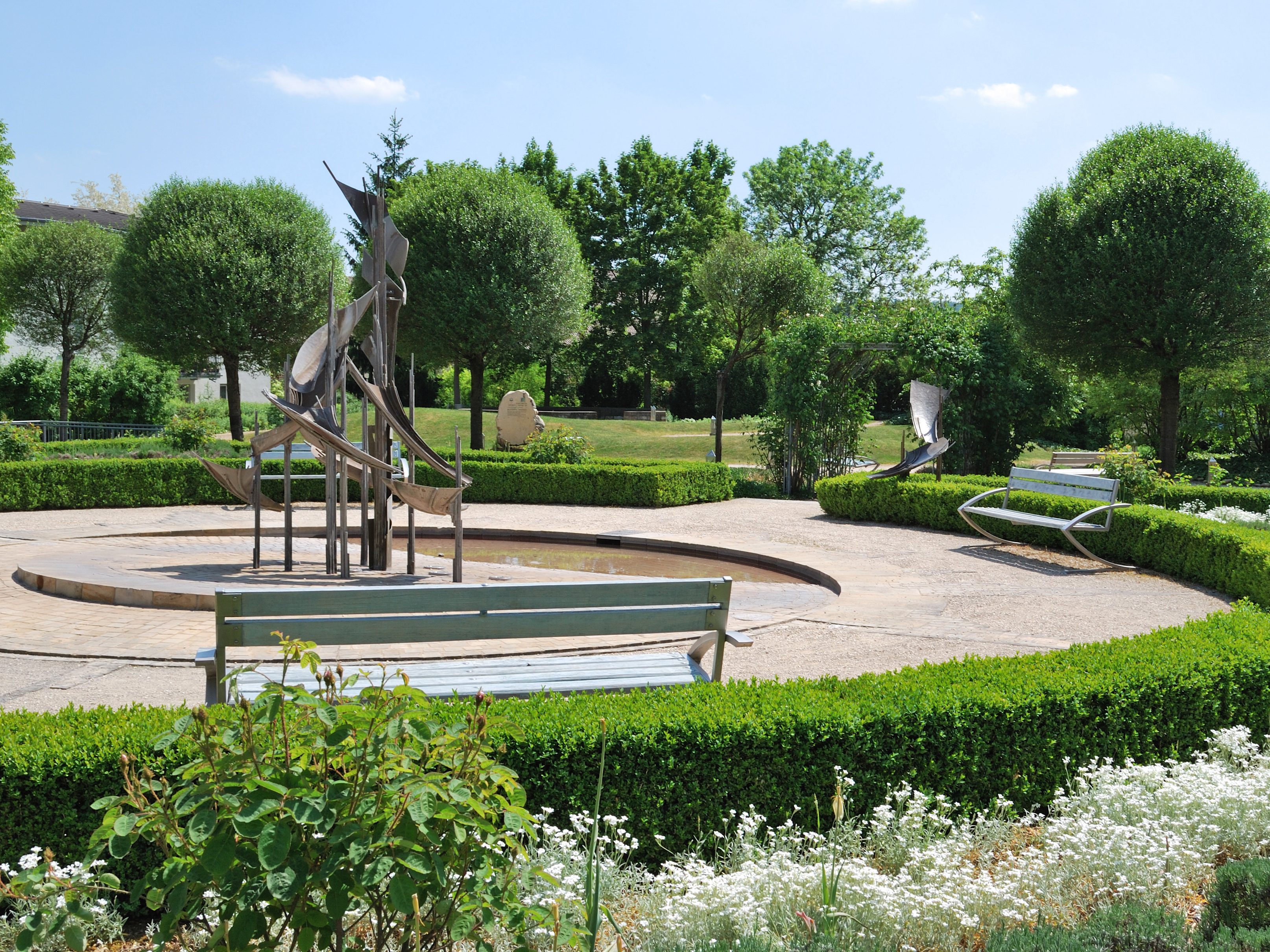
Der Saalgarten hinter dem Großen Betsaal

Um 1800 gerieten pietistisch geprägte Christen durch die in die Kirche hineinwirkende Aufklärung in schwere Gewissensnöte. Herzog Friedrich II. von Württemberg setzte die neue Richtung in der Kirche mit allen Mitteln durch: Gesangbuch und kirchliche Ordnungen für Taufe und Abendmahl wurden den Gedanken der Aufklärung entsprechend abgeändert. Landesbürger evangelischer Konfession wurden auch mit Geld- und Körperstrafen gezwungen, die neuen Ordnungen anzunehmen. Beamte und Pfarrer, die sich nicht scharf genug für die neuen Ordnungen einsetzten, erfuhren „allerhöchste Missbilligung“ oder wurden abgesetzt. Als in den Hungerjahren 1816/17 eine riesige Auswanderungswelle einsetzte, verließen auch zahlreiche Pietisten das Land. In dieser Situation reichte der Leonberger Notar und Bürgermeister Gottlieb Wilhelm Hoffmann am 28. Februar 1817 eine Eingabe ein, in der er dem König die Bitte unterbreitete, die Auswanderung der Pietisten durch Gründung unabhängiger religiöser Gemeinden innerhalb der Grenzen des Landes einzudämmen.
Nach vielen Verhandlungen entsprach König Wilhelm I. von Württemberg am 1. Oktober 1818 dem Vorschlag Hoffmanns. Am 10. November 1819 unterzeichnete er die Fundationsurkunde für die Bildung einer Brüdergemeinde auf der Markung Korntal. Inhalt dieser Urkunde war die Erlaubnis, dass sich in der neuen Gemeinde Familien aus Württemberg niederlassen könnten, die in ihrer Religionsausübung frei sein sollten. Grundlage ihrer religiösen Überzeugung sollte das Augsburger Bekenntnis sein. Im Laufe des Jahres 1819 zogen 68 Familien nach Korntal. Gottlieb Wilhelm Hoffmann gab seine Ämter in Leonberg auf und wurde Vorsteher der Korntaler Gemeinde. Sein Anliegen war der Aufbau einer Gemeinde nach dem Vorbild der neutestamentlichen Gemeinden. Der weltliche Vorsteher hatte bis 1919 zugleich das Amt des Bürgermeisters inne, danach hatte die Reichsverfassung zur Folge, dass Korntal zu einer Kommune des allgemeinen Rechts wurde.
Nach Korntal zuziehen konnten zunächst nur Mitglieder der Brüdergemeinde. Mit der Gründung des Deutschen Reichs 1871 wurden die Korntaler Sonderrechte zum Großteil aufgehoben. Das hatte zur Folge, dass auch Nichtmitglieder der Brüdergemeinde zuziehen durften. So entwickelte sich neben der Brüdergemeinde stetig eine kleine landeskirchliche evangelische Gemeinde, die aber zunächst von der Nachbarkirchengemeinde Weilimdorf betreut wurde. Die Gründung einer eigenen landeskirchlichen Kirchengemeinde führte erst in den 1950er Jahren zum Erfolg. Am 23. März 1955 wurde die Evangelische Kirchengemeinde Korntal gegründet, die heute zum Kirchenbezirk Ditzingen gehört. Seit 1955 bestehen somit in Korntal zwei eigenständige kirchliche Körperschaften des öffentlichen Rechts nebeneinander. Die landeskirchliche evangelische Kirchengemeinde erbaute sich 1958 bis 1959 die heutige Christuskirche.
Unter der Leitung ihres damaligen Geistlichen Vorstehers Fritz Grünzweig wurde die Verbindung der Brüdergemeinde zur württembergischen Landeskirche durch einen am 19. November 1956 geschlossenen Vertrag neu geregelt. Dieser Vertrag sieht vor, dass die Mitglieder der Brüdergemeinde zugleich Mitglieder der Landeskirche sind und sich an der Synodalwahl beteiligen können. Wenn sie in Korntal wohnen, zahlen sie aber keine Kirchensteuer, sondern einen Beitrag direkt an die Gemeinde.
Die Gemeinde hat über 1.500 Mitglieder, zu der mehrere diakonische Einrichtungen sowie Wirtschaftsbetriebe mit über 500 Angestellten gehören. Vorsteher der Gemeinde war ab 1991 Dieter Messner (1947–2016) und ab November 2011 Klaus Andersen. Im November 2021 folgte ihm Dieter Weißer in diesem Ehrenamt. Geistlicher Vorsteher war bis 2022 Pfarrer Jochen Hägele. Nach einer Vakanzzeit ist seit September 2023 Pfarrer Johannes Luithle im Amt.

## Gemeindeordnung
Die Grundordnung von 1819 formuliert:
„Es ist das Bestreben der Brüdergemeinde, eine brüderliche und tätige Gemeinschaft zu sein, die der Urgemeinde möglichst ähnlich ist, zu einer persönlichen Entscheidung für Christus ruft, das Priestertum aller Gläubigen verwirklicht, die anvertrauten Werke der Liebe verwaltet und fördert und für den wiederkommenden Herrn bereit ist. Sie weiß sich mit allen im Glauben verbunden, die sich zu Jesus Christus als ihrem Herrn bekennen.“
Das Gemeindeleben wird von folgenden Grundgedanken geprägt:
- die Notwendigkeit einer persönlichen Hinwendung zu Jesus Christus
- die Bedeutung des geistlichen Wachstums in der Nachfolge Jesu, welches durch die Beschäftigung mit der Bibel, die Gemeinschaft der Gemeindegliedern im Abendmahl und Gebet gefördert wird
- die durch Jesus Christus geschaffene Gemeinschaft mit einem geistlichen Klima der Offenheit und des Vertrauens
- die seelsorgerliche Verantwortung füreinander, die in gegenseitiger Ermutigung und Ermahnung durch Gottes Wort sichtbar wird
- der evangelistische und diakonische Lebensstil, durch den andere Menschen ganzheitlich von Jesus Christus und seiner Botschaft erfahren
- die biblisch begründete Hoffnung auf das ewige Leben und die Wiederkunft Jesu Christi
- die heilsgeschichtliche Bedeutung des Volkes Israel in Vergangenheit, Gegenwart und Zukunft
- die Form eines gemeinschaftsorientierten Gottesdienstes, in dem die Vielfalt der Gaben in der Einheit zum Ausdruck kommt
- die Glaubenstaufe oder Säuglingstaufe, der Glaubens- oder Konfirmandenunterricht
- die Abendmahls-, die Begräbnis- und Auferstehungsfeiern nach den besonderen Gemeindeformen

## Einrichtungen

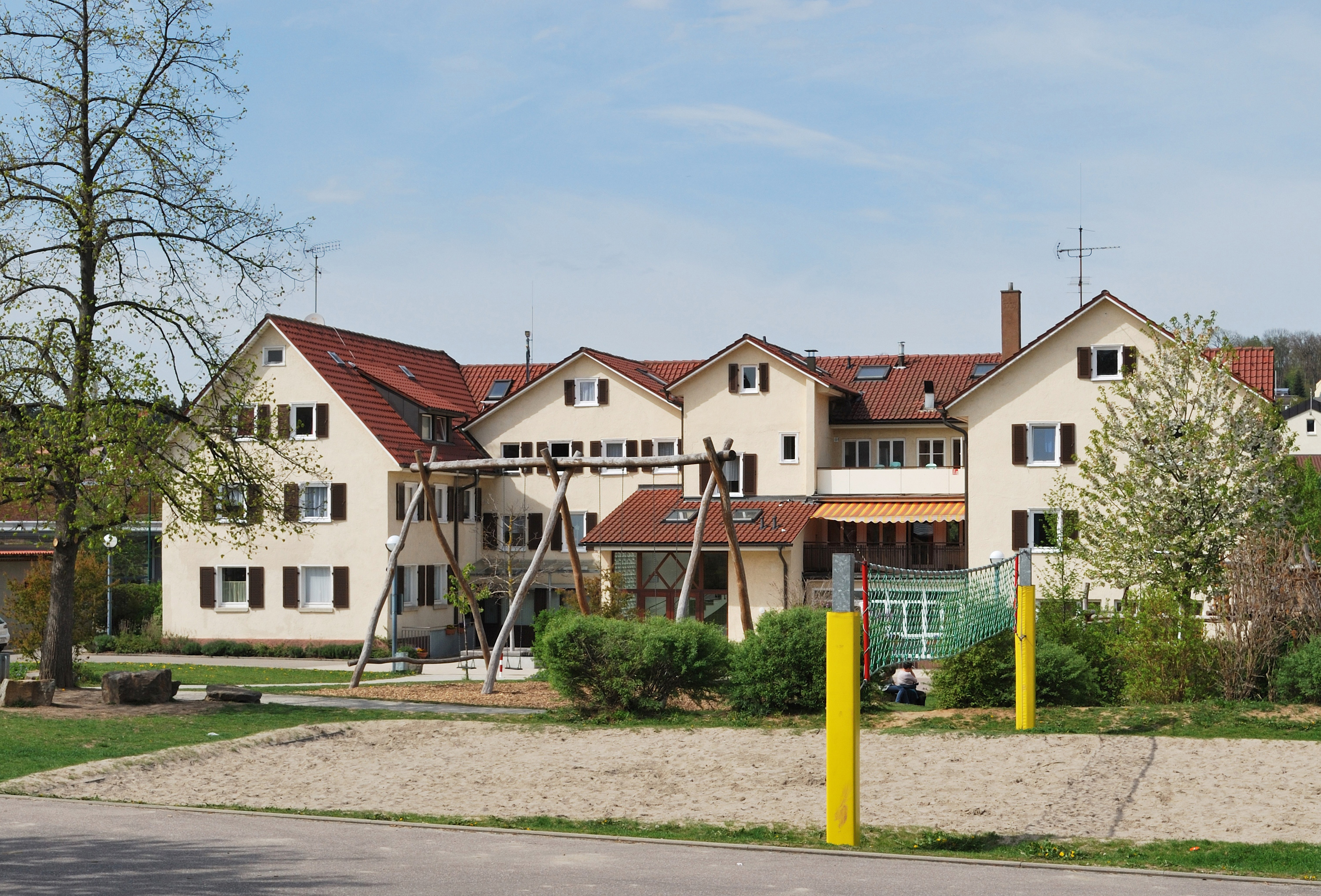
Das Hoffmannhaus

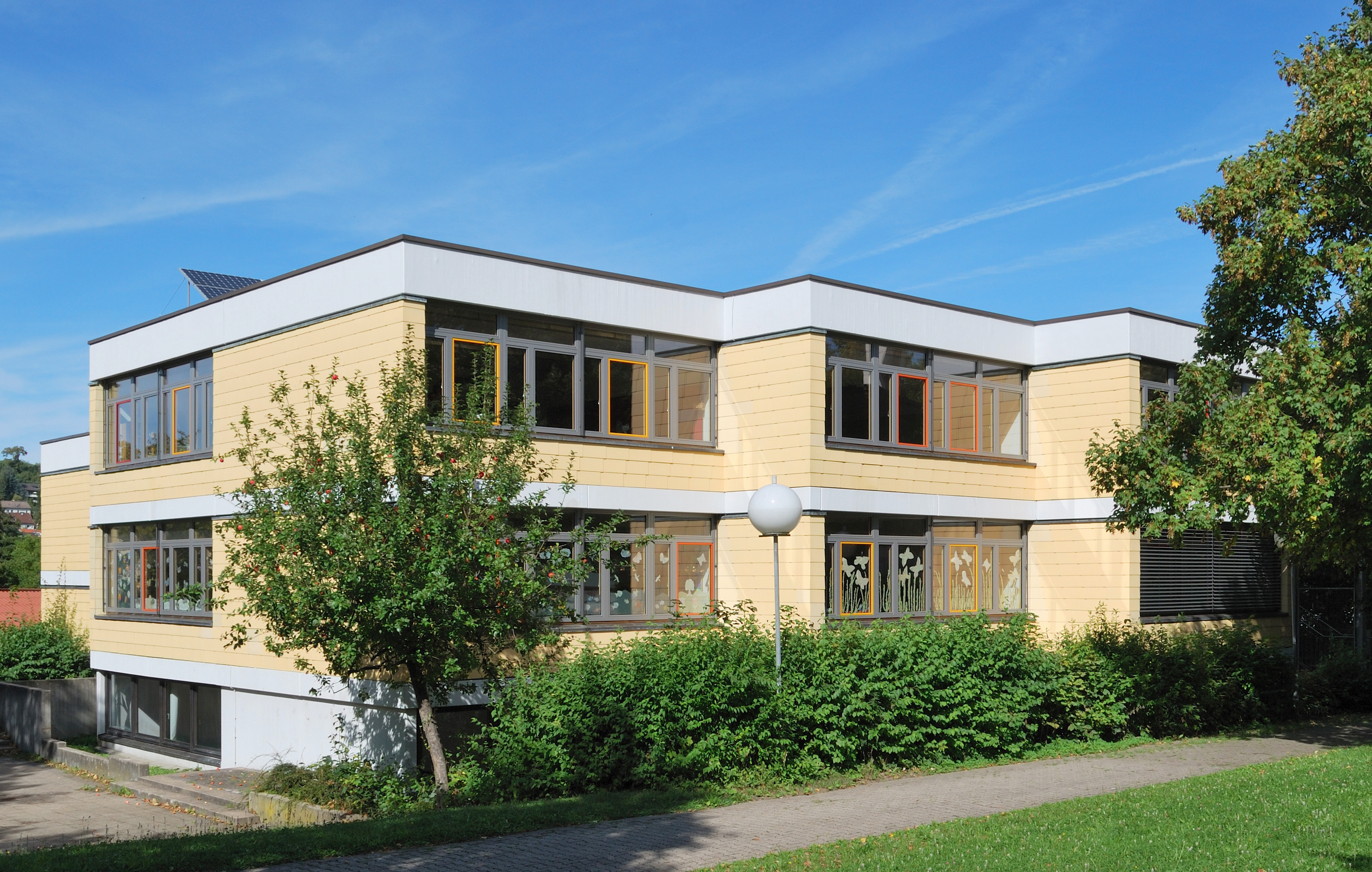
Die Johannes-Kullen-Schule

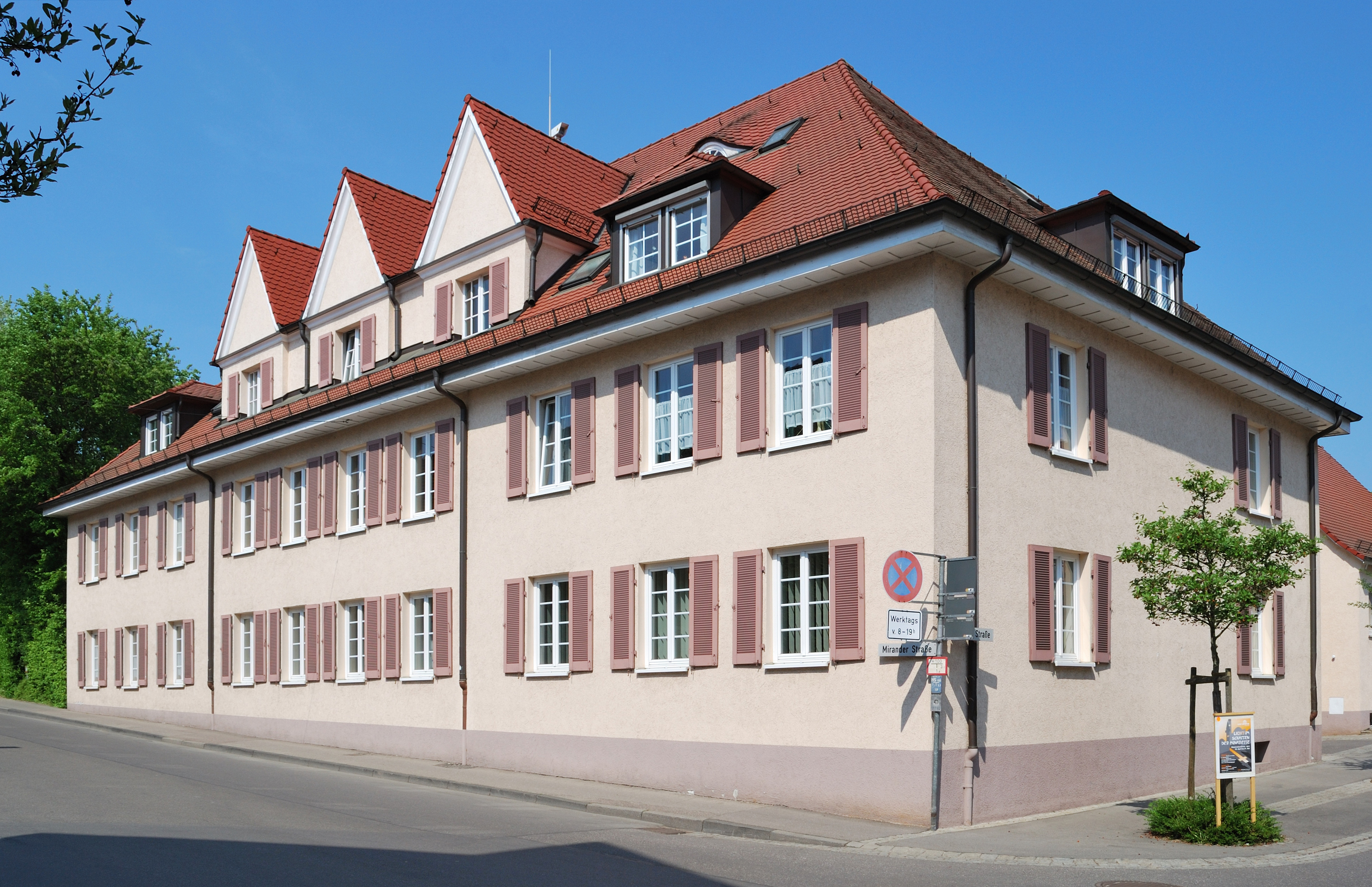
Das Flattichhaus

### Gemeindearbeit
Die Gemeinde wird vom Brüdergemeinderat geleitet. Ihm gehören Männer und Frauen an. Neben musikalischen Veranstaltungen bestehen etwa 40 Hauskreise.

### Diakonische Einrichtungen
Die 1823 gegründete Diakonie der Evangelischen Brüdergemeinde Korntal betreibt mit rund 600 Beschäftigten mehrere Einrichtungen der Jugend- und Altenhilfe, Kindertageseinrichtungen, einen Schulbauernhof sowie offene Betreuungsangebote und Schulen mit besonderen pädagogischen Schwerpunkten (Sonderpädagogische Bildungs- und Beratungszentren) für Kinder und Jugendliche. Sie ist Mitglied im Diakonischen Werk Württemberg. Seit September 2023 ist Andreas Wieland Geschäftsführer der Diakonie.
- 1819 wurde das Knabeninstitut (Höhere Schule und Heim) eingerichtet und 1821 eine ebensolche Einrichtung für Mädchen. Die Schulen wurden nach 1871 in staatliche Hände übergeben und die Heime aufgegeben.
- Kindergärten: Kindergarten Gartenstraße; Wilhelm-Götz-Kindergarten; Kinderhaus Saalstraße, Tier- und Naturkindergarten „Kleine Arche“.
- 1823 entstand auf persönliche Initiative Hoffmanns die Kinderrettungsanstalt „Hoffmannhaus Korntal“.
- 1825 wurde das Sonderpädagogische Bildungs- und Beratungszentrum „Johannes-Kullen-Schule“ als Heimschule gegründet.
- 1827 wurde das „Kleinkinderheim“ Flattichhaus für die noch nicht schulpflichtigen Kinder eingerichtet.
- 1830 wurde das „Hoffmannhaus Wilhelmsdorf“ als „Rettungsanstalt für arme und verwahrloste Kinder“ gegründet.
- 1831 entstand in Korntal ein Witwenhaus, welches später in das Altenzentrum der Diakonie der Evangelischen Brüdergemeinde überging.
- 2010 wurde der Schulbauernhof Zukunftsfelder eröffnet.

### Gottlieb-Wilhelm-Hoffmann-Werk
In diesem Bereich werden die mehr wirtschaftlichen Geschäftsbetriebe der Gemeinde zusammengefasst. Diese sind:
- Landschloss Korntal
- Israelladen
- Gemeindegalerie

### Orientierungsjahr
Für junge Menschen in der Berufsfindungsphase wurde 2003 ein Orientierungsjahr als eine 10-monatige Begleitung eingerichtet, die biblischen Unterricht, Betriebspraktika, Gemeindemitarbeit und evangelistischen Einsätzen innerhalb Deutschlands als auch im Ausland in Verbindung mit dem Christlichen Hilfsbund im Orient umfasst. Dazu kooperiert die Brüdergemeinde mit etwa 180 Firmen in der Region. Eingeführt wurde das Orientierungsjahr ursprünglich, um die damals hohe Jugendarbeitslosigkeit zu bekämpfen.
Seit Bestehen bis 2024 haben rund 400 Teilnehmer aus 74 verschiedenen Ländern das Programm absolviert. Etwa 60 Prozent der durchschnittlich 22 Absolventen, die es jedes Jahr durchlaufen, stammen aus dem Ausland. Häufig sind es die Kinder von deutschen Missionaren und Diplomaten, die aber im Ausland aufgewachsen sind.

### Tochtergemeinde Wilhelmsdorf
Der König wollte die Ausbreitung der Gemeinde nur dann erlauben, wenn ein nationaler Zweck damit verbunden war. So entstand 1826 in Wilhelmsdorf ein landwirtschaftliches Großprojekt mit einer lebendigen Zweiggemeinde.

## Stiftung
Unter Thomas Woschnitzok, der von 2012 bis 2014 Geschäftsführer der Evangelischen Brüdergemeinde war, wurde 2015 die Stiftung „Zukunft und Leben“ gegründet, deren Führung er übernahm. Die Stiftung soll die Einrichtungen der Diakonie der Brüdergemeinde unterstützen sowie eigene Projekte verfolgen.

## Missbrauchsfälle in den Kinderheimen der Brüdergemeinde Korntal
In den drei Kinderheimen und der Johannes Kullen-Schule in Korntal in Trägerschaft der Diakonie der Brüdergemeinde Korntal hat es laut Aussagen von rund 170 ehemaligen Heimkindern in den 1950er bis weit in die 2000er Jahre Misshandlungen in Form von Prügel, psychischer Gewalt sowie sexuellem Missbrauch gegeben.
Nachdem Detlev Zander, ein ehemaliges Heimkind, die Vorwürfe 2014 öffentlich gemacht hatte, wurden nach einem zuvor gescheiterten Versuch im März 2017 die ehemalige Frankfurter Jugendrichterin Brigitte Baums-Stammberger und der Marburger Erziehungswissenschaftler Benno Hafeneger mit der Aufklärung der Vorwürfe beauftragt. 2018 wurde bestätigt, dass es in den Kinderheimen der Brüdergemeinde Korntal und Wilhelmsdorf bis in die späten 2000er Jahre zu sexuellen Missbrauchsfällen an Kindern und Jugendlichen kam. Die Gemeinde zahlt Betroffenen, die sich bis Juni 2020 meldeten, bis zu 20.000 € Entschädigung.
2023 wurde vor dem Hoffmannhaus der Diakonie in Wilhelmsdorf eine Gedenkstele für Missbrauchsopfer errichtet. Damit erinnern die Evangelische Brüdergemeinde Korntal und ihre Diakonie an das Leid Betroffener. Die von dem Künstler Gerhard Roese aus Ober-Ramstadt bei Darmstadt geschaffene Skulptur trägt den Titel „Respekt“ und solle den Respekt symbolisieren, den jeder Mensch verdiene, insbesondere die Opfer von Missbrauch. Im Juni 2022 wurden bereits im Rahmen einer Gedenkveranstaltung zwei weitere Skulpturen „Hoffnung“ und „Vertrauen“ für die öffentlich zugänglichen Grundstücke der beiden Kinderheime Hoffmannhaus und Flattichhaus in Korntal-Münchingen übergeben. Bei beiden Übergaben wurde vom Weltlichen Vorsteher der Brüdergemeinde Korntal und der Geschäftsführerin der Diakonie ein Schuldbekenntnis vorgetragen.

## Periodika
- AKZENTE, das lebenspraktische Magazin für Mensch und Familie. Erscheinungsweise: halbjährlich, bis einschließlich 2018.[21]
- Freundesbrief Diakonie Korntal. Erscheinungsweise: alle 4 Monate.[22]

## Dokumentarfilm
- Die Kinder aus Korntal, Regie: Julia Charakter, Deutschland 2023[23]